# NGC 5946
NGC 5946 (другие обозначения — IC 4550, GCL 36, ESO 224-SC7) — шаровое скопление в созвездии Наугольник.
Этот объект входит в число перечисленных в оригинальной редакции «Нового общего каталога».